# Olga Zajtseva (skidskytt)
Olga Aleksejevna Zajtseva (ryska: Ольга Алексеевна Зайцева), född den 16 maj 1978 i Moskva, Ryska SFSR Sovjetunionen, är en rysk skidskytt som tävlat i världscupen sedan 2001/02.
Hon deltog vid olympiska vinterspelen 2002 i Salt Lake City där hon blev 37:a på distansloppet. Vid VM 2003 slutade hon 32:a på distansen. Hennes stora genombrott kom när hon under 2004/05 vann en världscuptävling i Östersund i jaktstart. Vid VM 2005 i Hochfilzen blev hon silvermedaljör i sprint och bronsmedaljör i jaktstart. Hon ingick även i det ryska lag som blev guldmedaljör i stafett.
Hon deltog även vid olympiska vinterspelen 2006 där hon blev olympisk mästare i stafett. Individuellt blev hon som bäst nia i sprint.
Vid VM 2009 blev hon världsmästarinna i masstart, bronsmedaljör i både sprint och jaktstart samt ingick i det lag som tog hem guldet i stafett.
Totalt har hon vunnit sex världscuptävlingar.
Vid OS i Vancouver 2010 var Zajtseva med och tog guldmedalj i stafetten på 4 x 6 km, och hon vann silver i masstarten, efter segrande Magdalena Neuner.
I februari 2014 erhöll hon Fäderneslandets förtjänstordens medalj av första klassen.